# Lijst van ministers van Financiën van de Geconfedereerde Staten van Amerika
De minister van Financiën van de Geconfedereerde Staten van Amerika (Engels: Secretary of the Treasury of the Confederate States of America), was het hoofd van het departement van Financiën van de Geconfedereerde Staten van Amerika (CSA). Na de opheffing van de CSA in mei 1865 verdween het ambt van minister van Financiën van de CSA.
| Persoon                        | Persoon                                     | staat          | periode                         |
| ------------------------------ | ------------------------------------------- | -------------- | ------------------------------- |
| Christopher Gustavus Memminger | Christopher Memminger                       | South Carolina | 21 februari 1861 - 18 juli 1864 |
| George Alfred Trenholm         | George Trenholm (waarnemend tot 22.11.1864) | South Carolina | 18 juli 1864 - 27 april 1865    |
| John Henninger Reagan          | John Henninger Reagan                       | Texas          | 27 april 1865 - 10 mei 1865     |

Schatkistbewaarder van de CSA
(Treasurer of the CSA)

| Persoon                  | staat          | periode                        |
| ------------------------ | -------------- | ------------------------------ |
| Edward Carrington Elmore | South Carolina | 6 maart 1861 - 10 oktober 1864 |
| John N. Hendren          | Virginia       | 10 oktober 1864 - april 1865   |